# Золотарёв, Семён Павлович
Семён Па́влович Золотарёв (4 января 1914 — 6 мая 1993) — Герой Советского Союза (1943), штурман эскадрильи Авиации дальнего действия (АДД), офицер Главного штаба РВСН, полковник.

## Биография
Родился в многодетной крестьянской семье 4 января 1914 года в селе Баженово Атирской волости Тарского уезда Тобольской губернии. Из 15 детей к 1941 году в живых осталось 4 сына. Семён был младшим из братьев. С войны вернулся только Семён. Два брата погибли во время сражения на Курской дуге (один на южном фланге, а другой на северном), третий брат пропал без вести на Карельском фронте.
После обучения в начальной школе для продолжения учёбы родители отправляют Семёна в уездный город Тару. Там он получает семилетнее образование, а далее, до призыва в армию, работает в колхозе.
Служба в рядах Красной Армии началась в одной из частей на берегах Амура, близ Благовещенска. Так как, имея семилетнее образование, относился к наиболее грамотным бойцам, ему, старшине роты, предложили дальнейшее военное обучение. В октябре 1936 году он поступает в Первое Чкаловское военное авиационное училище летчиков им. К. Е. Ворошилова, которое оканчивает в 1939 году. После окончания училища лейтенанта С. Золотарёва направляют для прохождения службы в формировавшийся в Новочеркасске полк Авиации дальнего действия на должность летчика наблюдателя.
С первых дней на фронтах Великой Отечественной войны, с 1942 года член ВКП(б).
Уже к весне 1943 года, в качестве штурмана эскадрильи 5-го гвардейского авиационного полка 50-й авиационной дивизии 6-го авиационного корпуса Авиации дальнего действия (АДД), им совершено 188 боевых вылетов на бомбардировку различных объектов противника. Участвуя в 13 воздушных боях, ему удалось уничтожить 4 вражеских истребителя.
За образцовое выполнение боевых заданий командования и проявленные при этом мужество и героизм, указом Президиума Верховного Совета СССР от 18 сентября 1943 года гвардии майору Золотарёву Семёну Павловичу присвоено звание Героя Советского Союза с вручением ордена Ленина и медали «Золотая Звезда» (№ 1751).
В 1944 году жители Баженово — родного села Семёна Павловича, собрали 165 тысяч рублей. На эти деньги был приобретён бомбардировщик ИЛ-4, который затем был подарен земляку.
В 1944—1945 годах был заместителем главного штурмана авиационного корпуса и штурманом авиационной дивизии, одновременно с боевыми вылетами занимался подготовкой штурманского состава к освоению бомбардировщика ТУ 2 и обучению радионавигационному оборудованию. За умелую подготовку штурманского состава и организацию массированных огневых ударов при штурме Кенигсберга и Берлина был награждён орденом Александра Невского.
Всего за годы войны им осуществлено более трёхсот дневных и ночных боевых вылетов. Он принимал участие в бомбардировках Румынии, Кенигсберга, Берлина, Будапешта, Вены, в освобождении Кавказа и Донбасса.
В 1954 году закончил командный факультет в Военной академии имени М. В. Фрунзе и продолжил службу в ВВС сначала в Белоруссии, а затем в штабе Дальней авиации.
В 1959 году в закрытом тогда военном городке Власиха был сдан жилой дом для офицеров штаба Дальней авиации. Здесь он получил своё первое «собственное» жильё.
В 1962 году в качестве старшего офицера направления оперативного управления Главного штаба РВСН, назначен для дальнейшего прохождения службы в Ракетные войска стратегического назначения.
В 1966 году полковник С. Золотарёв был уволен в запас, а в скором времени — в отставку.
У него были два сына и дочь. Старший сын — Геннадий проходил службу в авиации на инженерных должностях и уволился в звании подполковника. Младший сын — Павел проходил службу в РВСН, Генеральном штабе СССР, Администрации президента РФ, кандидат технических наук, службу закончил в 1998 году в звании генерал-майора.
На пенсии жил во Власихе. Скончался 6 мая 1993 года.

## Награды
Награждён орденом Ленина, тремя орденами Красного Знамени, орденом Александра Невского, двумя орденами Отечественной войны 1-й степени, орденом Красной Звезды и 12 боевыми медалями.

## Память
- В Баженово — родном селе Золотарёва С. П., его имя носит средняя школа[3].
- Во Власихе, на доме по улице М. Жукова, где жил Золотарёв С. П., установлена мемориальная доска[5].
- С. П. Золотарёв похоронен в Подмосковье на Юдинском сельском кладбище.